# 莱克斯加尔德
莱克斯加尔德（德語：Lexgaard）是德国石勒苏益格－荷尔斯泰因州的一个市镇。总面积5.24平方公里，总人口58人，其中男性36人，女性22人（2011年12月31日），人口密度11人/平方公里。